# Roumazières
Roumazières era una comuna francesa que estaba situada en el departamento de Charente, de la región de Nueva Aquitania, que en 1970 se fusionó con las comunas de Chantrezac y Loubert-Madieu, formando la comuna de Roumazières-Loubert.

## Historia
En un antiguo asentamiento protohistórico se construyó el castillo de Peyras. El señorío de Roumazières se fundó a partir de la mitad del siglo XV, cuando el castillo se empezó a reconstruir, lo que prueba que el castillo es más antiguo que la población.
La llegada del ferrocarril en 1875 supuso un hito importante para la historia del municipio, ya que facilitó la aparición de la industria de material de construcción basada en la arcilla (tejas, azulejos). Aunque esta actividad ya existía anteriormente de forma artesanal, desde 1881 se desarrollaría industrialmente, alcanzando las 600 000 toneladas anuales de producción a finales del siglo XX.

## Demografía
| Gráfica de evolución demográfica de Roumazières entre 1800 y 1968 |
|                                                                   |

Los datos demográficos contemplados en este gráfico se han cogido de la página francesa EHESS/Cassini.